# Bobrivnîkî, Monastîrîska
Bobrivnîkî (în ucraineană Бобрівники) este un sat în comuna Leadske din raionul Monastîrîska, regiunea Ternopil, Ucraina.

## Demografie
Componența lingvistică a localității Bobrivnîkî
     Ucraineană (99,76%)
Conform recensământului din 2001, majoritatea populației localității Bobrivnîkî era vorbitoare de ucraineană (99,76%), existând în minoritate și vorbitori de alte limbi.